# 島津久賢
島津 久賢（しまづ ひさよし / ひさたか、1881年（明治14年）4月20日 - 1926年（大正15年）11月10日）は、明治から大正期の政治家、華族。貴族院男爵議員。旧姓・相良、旧名・基直。

## 経歴
旧人吉藩主・相良頼基の六男として生まれる。1896年（明治29年）加治木島津家当主・島津健（とし、前当主・故島津久宝夫人、島津久徴六女）の養子となり、同年8月14日に家督を継承。1897年（明治30年）10月27日、久宝の戊辰戦争の功により特旨をもって男爵を叙爵した。
錦城中学校を経て、1906年（明治39年）早稲田大学政治経済科を卒業。1909年（明治42年）イギリスに留学し、政治学・法律学を学び、1910年（明治43年）10月に帰国した。
1914年（大正3年）6月13日、貴族院男爵議員補欠選挙で当選し、公正会に所属して活動し、1925年（大正14年）2月21日に辞職した。その他、護謨工業代表、東京セルロイド取締役、京浜大和運河取締役を務めた。
1926年11月、東京府豊多摩郡千駄ヶ谷町原宿の自宅で療養中に死去した。

## 親族
- 妻　島津直（なお、島津久宝・健夫妻長女）[1]
- 養子 島津久英（男爵、南部利克四男）[1]
- 長女 島津澄（すみ、久英夫人）[1][3]
- 孫　栄子（西崎謙三郎夫人）
- 孫　範子（田端義則夫人）
- 曾孫 島津義秀
- 玄孫 島津久崇